# MTV Europe Music Awards/Global Icon
Der MTV Europe Music Award for Global Icon ist ein Spezialpreis, der von 2010 bis 2019 im Rahmen der jährlichen Preisverleihung des MTV Europe Music Awards verliehen wird. Mit dem Award sollen Künstler ausgezeichnet werden, die weltweiten Erfolg haben.

## Übersicht
| Jahr | Sieger          | Ref    |
| ---- | --------------- | ------ |
| 2010 | Bon Jovi        | [ 1 ]  |
| 2011 | Queen           | [ 2 ]  |
| 2012 | Whitney Houston | [ 3 ]  |
| 2013 | Eminem          | [ 4 ]  |
| 2014 | Ozzy Osbourne   | [ 5 ]  |
| 2015 | Duran Duran     | [ 6 ]  |
| 2016 | Green Day       | [ 7 ]  |
| 2017 | U2              | [ 8 ]  |
| 2018 | Janet Jackson   | [ 9 ]  |
| 2019 | Liam Gallagher  | [ 10 ] |